# Amaranth
Amaranth è il secondo singolo tratto dall'album Dark Passion Play del gruppo musicale finlandese Nightwish. È stato pubblicato il 22 agosto 2007 dalla Spinefarm Records e il 24 agosto dalla Nuclear Blast Records.

## Video
Il video è basato sul dipinto del finlandese Hugo Simberg, L'angelo ferito. Si vedono due giovani che incontrano un angelo caduto dal cielo. Lo soccorrono portandolo in barella verso la loro abitazione, tra il disaccordo degli abitanti del loro villaggio che vanno a bruciare la casa dei ragazzi con l'intento di sbarazzarsi dell'ospite, creduto qualcosa di maligno.
Nel video appare anche la nuova cantante, Anette Olzon.

## Tracce

### Edizione della Spinefarm
Disco 1
1. Amaranth
2. Reach (versione demo di Amaranth, cantata da Marco Hietala)
3. Eva (versione orchestrale)
4. While Your Lips Are Still Red (colonna sonora del film finlandese Lieksa!, cantata dal bassista Marco Hietala)

Disco 2
1. Amaranth (versione orchestrale)
2. Eva (versione demo)